# Les Monkees (série télévisée)
Les Monkees est une série télévisée américaine en 58 épisodes de 24 minutes, créée par Bob Rafelson et Bert Schneider et diffusée entre le 12 septembre 1966 et le 25 mars 1968 sur le réseau NBC. Elle a été diffusée en France sur Arte.
Elle suit les aventures des Monkees, un groupe de rock en quête de célébrité. Le groupe, créé pour les besoins de la série, connaît également une véritable carrière musicale, ponctuée de nombreux albums et singles nos 1 des ventes, qui se poursuit après la fin de la série.
Elle a remporté deux Emmy Awards en 1967.

## Synopsis
Les Monkees sont quatre jeunes musiciens de Los Angeles. Toujours à la recherche du succès, il leur arrive toutes sortes d'aventures loufoques.

## Distribution
- Micky Dolenz (VF : Christophe Lemoine) : Micky, le batteur plaisantin
- Davy Jones (VF : Emmanuel Garijo) : Davy, le chanteur joli garçon
- Michael Nesmith (VF : Mark Lesser) : Mike, le guitariste, sérieux et intelligent
- Peter Tork (VF : Thierry Wermuth) : Peter, le bassiste naïf

## Fiche technique
- Production : Raybert Productions (en)
- Créateurs et producteurs : Bob Rafelson et Bert Schneider
- Musique : Stu Phillips (54 épisodes) et Allyn Ferguson (3 épisodes)
- Chaîne : NBC
- Diffusion : deux saisons, du 12 septembre 1966 au 25 mars 1968
- Nombre d'épisodes : 58
- Durée d'un épisode : 22-24 minutes
- Format : couleur, 1:33
- Réalisation : James Frawley (28 épisodes), Bob Rafelson (6 épisodes), Alexander Singer	(6 épisodes), Bruce Kessler (4 épisodes), ainsi que David Winters, Jon C. Andersen, Russ Mayberry, Gerald Shepard (2 épisodes chacun)

## Production

### Origine de la série
C'est Bob Rafelson qui a l'idée de créer pour la télévision un équivalent du film des Beatles A Hard Day's Night. Un groupe est recruté, The Monkees, « un ersatz de Beatles » et la série , où Rafelson apprend la réalisation « sur le tas » remporte un grand succès.

### Style
La série possède un ton décalé et innovant pour l'époque, avec beaucoup d'improvisation, un montage rapide et des gags brisant le quatrième mur. La musique occupe évidemment une place prépondérante, chaque épisode présentant deux ou trois chansons du groupe. Les personnalités des Monkees s'inspirent en partie de celles des Beatles, d'où leur surnom de « Prefab Four » (repris par la suite par les Rutles).
Mélangeant un esprit décalé, un humour absurde et une réalisation inventive, la série peut être vue comme une version « acceptable » de la jeunesse des années 1960, une époque où on ne voyait de jeunes à cheveux longs à la télévision que lorsqu'ils étaient arrêtés.

### Fin de la série
Au bout de deux ans, le succès commence à s'essouffler : l'arrivée de la contre-culture, d'artistes comme Jimi Hendrix ou Janis Joplin et les mouvements politiques de l'époque ringardisent les Monkees ; leurs disques se vendent moins bien. Bob Rafelson éprouve le besoin de se détacher de cette série qu'il trouve trop commerciale. Il souhaite réaliser un film qui montre « le côté farce, escroquerie » de ce groupe : ce sera le film Head, écrit par  Jack Nicholson.

## Épisodes

### Première saison (1966-1967)
La diffusion de la première saison de The Monkees commence le 12 septembre 1966 et s'achève le 24 avril 1967. La série est diffusée le lundi soir à 19 h 30 EST, face au Cheval de fer (The Iron Horse) sur ABC et à L'Île aux naufragés (Gilligan's Island) sur CBS.
1. The Royal Flush
2. Monkee See, Monkee Die
3. Monkee vs. Machine
4. Your Friendly Neighborhood Kidnappers
5. The Spy Who Came In from the Cool
6. Success Story
7. Monkees in a Ghost Town
8. Don't Look a Gift Horse in the Mouth alias Gift Horse
9. The Chaperone
10. Here Come the Monkees (pilote)
11. Monkees à la Carte
12. I've Got a Sweet Little Song Here
13. One Man Shy alias Peter and the Debutante
14. Dance, Monkee, Dance
15. Too Many Girls alias Davy and Fern
16. Son of a Gypsy
17. The Case of the Missing Monkee
18. I Was a Teenage Monster
19. The Audition alias Find the Monkees
20. Monkees in the Ring
21. The Prince and the Paupers
22. Monkees at the Circus
23. Captain Crocodile
24. Monkees à la Mode
25. Alias Micky Dolenz
26. Monkee Chow Mein
27. Monkee Mother
28. Monkees on the Line
29. Monkees Get Out More Dirt
30. Monkees in Manhattan alias Monkees Manhattan Style
31. Monkees at the Movies alias Monkees in the Movies
32. Monkees on Tour

### Deuxième saison (1967-1968)
La deuxième saison de The Monkees débute le 11 septembre 1967 et s'achève le 25 mars 1968. La série est toujours diffusée le lundi soir à 19 h 30 EST, face à Cowboy in Africa (en) sur ABC et Gunsmoke sur CBS.
1. It's a Nice Place to Visit...
2. The Picture Frame alias The Bank Robbery
3. Everywhere a Sheik, Sheik
4. Monkee Mayor
5. Art for Monkees' Sake
6. I Was a 99-lb. Weakling alias Physical Culture
7. Hillbilly Honeymoon alias Double Barrel Shotgun Wedding
8. Monkees Marooned
9. The Card Carrying Red Shoes
10. The Wild Monkees
11. A Coffin Too Frequent
12. Hitting the High Seas
13. The Monkees in Texas
14. The Monkees on the Wheel
15. The Monkees' Christmas Show
16. Fairy Tale
17. The Monkees Watch Their Feet
18. The Monstrous Monkee Mash
19. The Monkee's Paw
20. The Devil and Peter Tork
21. The Monkees Race Again alias Leave the Driving to Us
22. The Monkees in Paris alias The Paris Show
23. Monkees Mind Their Manor
24. Some Like It Lukewarm alias The Band Contest
25. The Monkees Blow Their Minds
26. Mijacogeo alias The Frodis Caper

## Récompenses
- Deux Emmy Awards en 1967.